# Jens Hänisch
Jens Hänisch (* 28. Juli 1965 in Potsdam) ist ein deutscher Journalist und Fernsehmoderator.

## Leben
Hänisch absolvierte ein Philosophiestudium an der Universität Leipzig und 1992 ein Volontariat beim Mitteldeutschen Rundfunk. Von 1993 bis 1995 war er in der MDR-Inlandsredaktion als Redakteur und Reporter für die Politmagazine Wir und Fakt tätig, ehe er in die Nachrichtenredaktion von MDR aktuell wechselte. Für diese war er zunächst als Reporter tätig, im April 2001 übernahm er den Posten des Moderators im Nachrichtenstudio. Zudem ist er als Chef vom Dienst tätig und präsentiert für den Mitteldeutschen Rundfunk die Ergebnisse der Wahlforschung. 2018 hatte er einen Gastauftritt als Nachrichtensprecher in der Tatortepisode Déjà-vu. 2024 war er projektverantwortlich für die Entwicklung und Umsetzung der Konzepte für die Wahlberichterstattung im Mitteldeutschen Rundfunk.
Hänisch ist verheiratet und Vater von zwei Kindern. Er lebt in Leipzig.

## Filmografie
- 2018: Tatort – Déjà-vu (Fernsehreihe, 1 Episode)